# VBRO

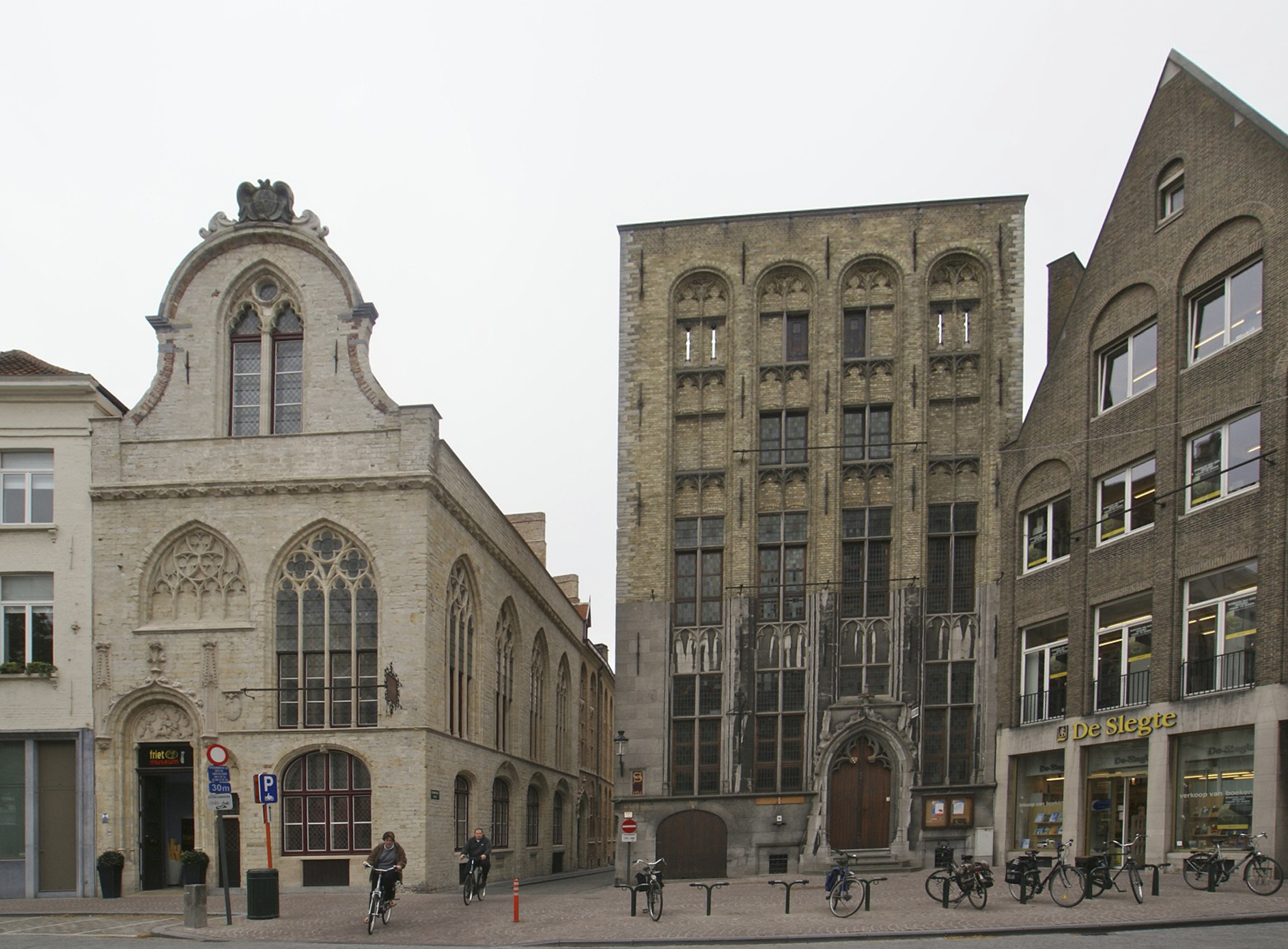
Op het Oude Beursplein: in het midden het Huis Ter Beurze, omroepcentrum van de VBRO.

VBRO of Vrije Brugse Radio Omroep is een Vlaamse radiozender, in mei 1981 als Brugse stadsradio gesticht door Norbert Van Slambrouck. 

## Oprichting door Norbert
Norbert Van Slambrouck bouwde al sinds de jaren zestig aan een carrière als componist, producer en zanger. Hij trad veelvuldig op onder de naam Norbert en zijn Hey-meisjes en maakte tientallen platen, waaronder de bijgebleven hits: Liedje Voor Mary-Anne, En Dat Vergeet Ik Nooit en Pas Op Voor De Verf.
Actief als zanger, ging hij ook werken voor de BRT Omroep West-Vlaanderen en leidde er het programma Variété Met Norbert. Hij was ook de eerste presentator van het programma Van Twaalf Tot Twee. Na een inactiviteit door ziekte en een periode van aansterken in Spanje, raakte hij eind 1973 betrokken bij de legendarische zeezender Radio Mi Amigo, waar hij de Norbert Show en Norberts Zaterdagse Showtrein verzorgde en als top-dj optrad voor de Mi Amigo Drive-In Show. Toen de zender wettelijk werd verboden op 31 augustus 1974, startte hij langs de Moerkerksesteenweg in Sint-Kruis-Brugge Norberts Hey Center, zijn eigen discotheek-feestzaal-showtheater, in een vroeger bioscoopgebouw (Metro). Daar zag VBRO het levenslicht.
In de lente van 1981 was Norbert een van de eerste medewerkers van Radio WLS, een vrije radio die uitzond vanop de Kluisberg. Radio WLS gebruikte een zware zender en door de hoge ligging waren de uitzendingen hoorbaar tot ver in Frankrijk en ovr een groot deel van est-Vlaanderen. Toen hij op een zaterdag enkele Brugse CB'ers te gast had in zijn programma, ontstond het idee om ook in Brugge een zender op te richten. Het was Norbert al lang een doorn in het oog dat hij destijds bij de BRT om radio te maken naar Kortrijk moest. In alle andere Vlaamse provincies is de gewestelijke omroep in de hoofdstad gevestigd.
Met enkele CB-vrienden richtte hij een vzw op die met een Brugse radio begon. Boven het restaurant De Komme van Jan De Bruyne, op het adres Komvest 23, werd een bescheiden antenne geplaatst. Vanaf juni 1981 werd een endless-cassettebandje van zo'n 20 minuten uitgezonden met daarop een testprogramma en de oproep waarbij om medewerkers werd gevraagd. In juli 1981 volgden diverse testuitzendingen met onder meer opnamen van de Brugse Top 40. Ter gelegenheid van de Hobby Beurs 81 in de Brugse Beurshalle, werd in september overgeschakeld op een volwaardige dagprogrammering.
De uitzendingen gebeurden vanuit de oude huisbewaarderswoning van het Boudewijnpark, vlak bij het Dolfinarium in de Alfons De Baeckestraat in Sint-Michiels, ter beschikking gesteld door burgemeester Michel Van Maele, een verwante van Norbert en de sterke man achter het Boudewijnpark. De antenne-pyloon werd geplaatst boven op de schutterstoren van de Heerlijkheid van Tillegem, een gilde voor het winterseizoen staande wip, als aanvulling op de Koninklijke Sint-Sebastiaansgilde Sint-Michiels, die ook een onderkomen had in het Boudewijnpark. Op 5 november 1981 verdween de zender – getipt – uit de ether, toen een grote vrije-radio-razzia plaatsvond in West-Vlaanderen. Het vrijwillig staken van de uitzendingen voorkwam een inval met inbeslagname door de gerechtelijke diensten en de RTT.
Na een tijdje begon de VBRO, net als een paar andere Brugse zenders, weer uit te zenden. Daarna volgde het gedoogbeleid t.o.v. de lokale radio's waardoor men zonder veel risico verder kon uitzenden. Het duurde wel nog tot in 1984 vooraleer het uitzenden van radiopubliciteit, de bron van inkomsten, officieel toegelaten werd in Vlaanderen. In de aanvangsfase werd dit vooral creatief opgelost met spots die aankondigden in welke handelszaken en op welke opendeurdagen het promotieteam zou langskomen. Tot het eerste team behoorden onder meer de dj's Marc Smit, John Vander Steen, Lex van der Noord en Erik Deboodt.
De VBRO werd de nummer één onder de vrije radio's in Brugge, die zich richtte tot alle leeftijden en bevolkingslagen. Men kon er naast hoofdzakelijk populaire muziek ook gespecialiseerde genres beluisteren. Er werd veel aandacht besteed aan lokaal nieuws en aan het verenigingsleven. Veel titels van programma's en items waren in het Brugs: "Achter d'Olletorre", "Muziek binst da'j werkt", "Joenk zien is geestig", "Wien en Wadde in Brugge", "De Brugsche Keppe" (wekelijkse hit-tip) en "Arte Neuten Kraken" (hardrock). Voor het overige werd Algemeen Nederlands gesproken, met uitzondering van het zondagochtendprogramma In de Vieux Bruges, gesprekken met Bruggelingen, die in het Brugs doorgingen.
In januari 1984 verhuisde VBRO naar nieuwe studio's in Ter Beke, gelegen in het Dolfinarium zelf. Ze waren ingericht door en onder leiding van Ingenieur Frank De Vriese (Soundwave). Het huisje aan de Alfons De Baeckestraat bleef onthaalcentrum, tot de administratie, discotheek, en 8-sporen productiestudio medio 1985 overgebracht werden naar een villa in Male (Sint-Kruis), Vuurkruisenlaan 1. In 1988 zou ook de live-studio daar ingericht worden.
VBRO zond van bij het begin uit met een vermogen van 200 watt. Op 103 MHz had de omroep tot eind 1985 een min of meer haalbaar verzorgingsgebied dat de radio toeliet te groeien en mensen in vast dienstverband te hebben. Al waren storingen in bepaalde deel- en aangrenzende gemeenten nooit ver weg, werd het een volwaardige radio. Een nieuwsredactie werd geleid door ervaren professionele journalisten, er kwam een vast format en een bekwaam team van presentatoren en technici, waarvan velen later belandden bij nationale tv- en radiozenders.
Norbert splitste de radio op, het werden 4 radio's op 1 uitzendfrequentie: VBRO 1 (nieuws en informatie), VBRO 2 (familieradio), VBRO 3 (popradio) en VBRO 4 (culturele en gespecialiseerde avondprogramma's).  Het nieuwe frequentieplan maakte dat VBRO vanaf 1 januari 1986 moest verhuizen naar 106 MHz. en nog slechts mocht uitzenden met 38 watt en een zendbereik dat beneden de 8 km lag. Het ging onvermijdelijk bergaf, ook al hield de radio stand en had in 1988 nog negen personen in dienst.
In 1987 werd VBRO "Vijfsterren-radio", een initiatief van Jackie Dewaele (Zaki), destijds de man achter Radio Go in Gent. De mediagroep VUM heeft vervolgens de reclameregie Optimedia opgericht en het Vijfsterren-netwerk gecreëerd, een kwaliteitslabel dat een 20-tal vooraanstaande radio's toevoegden aan hun naam. Iedereen behield zijn eigen format en programma's. Er was één programma dat op alle aangesloten radio's liep (maar wel lokaal gebracht), namelijk "De Vijfsterren Top 50". Andere Vijfsterrenradio's waren o.a. Antigoon uit Antwerpen, Gemini uit Kortrijk, Reflex uit Mechelen en Sinjaal uit Leuven. In de zomer van dat jaar verhuisde VBRO ook haar zendstudio vanuit het Dolfinarium naar Sint-Kruis (Male). Een galvanische radiolijn van de RTT zorgde voor realtime-transfer van de uitzending naar de schutterstoren van het Boudewijnpark. In de villa in Sint-Kruis bouwde Norbert aan een vooruitstrevende radio-automatisering, ontworpen door Hans Braem.
Niet alleen de slechte frequentie en het geringe vermogen speelden VBRO parten sinds 1986. Bleek dat, vooral iets oudere luisteraars thuis nog een toestel hadden dat de frequenties boven de 104 MHz niet eens kon ontvangen. De reclame-inkomsten slonken zienderogen. Op 1 december 1989 ging de Brugse Radio uit de ether en in 1991 ging de vzw VBRO in vereffening.

## Frederik Thomas
In september 1991 kocht Frederik Thomas, die sinds 1988 werkte voor Norbert, de naam VBRO van de vereffenaar, advocaat Marc D'hoore, over. Dit betekende een belangrijke stap in de voorbereiding om zo vlug mogelijk weer in de ether te komen.
De vroegere frequentie, 106,0 MHz, was intussen aan een andere Brugse zender, Radio Edison, toegewezen, die sinds 1990 uitzond. In 1992 namen de bestuurders daar echter ontslag en lag de weg voor Thomas open. Met de medewerking van Norbert werden de uitzendingen aangepast aan de normen van de jaren 90 en weerklonk VBRO vanaf 1 februari 1993 opnieuw volwaardig in de Brugse ether. Sinds de zomer 1992 was er al een non stop-muziekprogramma te horen. De studio’s waren de voorafgaande maanden ingericht in een gerestaureerde stadsboerderij in de Jan Miraelstraat. De daaropvolgende jaren werden gekenmerkt door wederopbouw en het steeds meegaan met nieuwe technieken. Computers, digitale technieken en automatisering werden helemaal geïntegreerd. Op de intussen nog zwaarder gestoorde 106 MHz werd met een vermogen van 250 watt geknokt tegen de 12 kW van een RTBF-zender uit Doornik. In die periode bleef VBRO dus een lokale stadszender. Een belangrijk allround-medewerker uit die periode was Stefaan Depraeter, pseudoniem voor Stefaan Reuse. Hij verzorgde niet enkel het lokaal nieuws voor de zender maar bleek ook de ideale pr- en publiciteits-verantwoordelijke.
In het jaar 1999 sloot de Brugse Radio, toen al uitgegroeid tot het netwerk Kustprovincie Radio met een 6-tal zenders, zich aan bij het Brusselse FamilyRadio, een project van Radio Contact. Vanuit die middens werd voortdurend duidelijk gemaakt dat er voor lokale omroepen geen plaats meer zou zijn na de volgende erkenningsronde en de licenties zouden toegewezen worden aan netwerken. Niets werd minder waar. Het project werd geen succes en na enkele weken werd op de Brugse frequentie alweer zelfstandig uitgezonden, niet het minst op vraag van de luisteraars. De andere frequenties werden overgenomen door de Contact-groep. Vaste presentatoren in deze periode waren Mike Pitteljon en Rudy Meyns.
Vanaf 1 mei 2001 werden de VBRO-programma's ook doorgestuurd naar de frequentie van VRT (Vrije Radio Torhout) op 107,90 MHz. In 2003 werd aan de VBRO de hoogvermogen-frequentie 89,60 MHz toegekend voor de regio Brugge en Noord-West-Vlaanderen en opende de radio regelmatig filialen, telkens met een eigen frequentie, niet alleen in Poperinge en Oostende, maar ook in Diksmuide, Aalter, Kortrijk en Roeselare en in Oost-Vlaanderen, het Meetjesland en Deinze.
Toen de zender in 2008 een algemene opfrissing van haar brede muziekprofiel aan het doorvoeren was, kwamen twee nieuwe commerciële radio's in de Vlaamse ether met een erg gelijkaardige keuze maar met een veelvoud aan promotionele middelen: Radio Nostalgie en JOE fm (ex-4FM). Frederik Thomas besliste om uit dit vaarwater te blijven en gooide het roer om. Het werd de uitvoering van het plan dat al enkele jaren in de lade lag: de keuze voor  uitsluitend populaire Nederlandstalige muziek, die trouwens altijd al aanwezig was bij VBRO.
Dit bleek een schot in de roos en de luisterdichtheid nam toe. De VBRO ontving van het Brugse 11 Juli-comité in 2012 de Jan-Heemprijs. De motivering luidde: Omdat de zender enkel gezellige Nederlandstalige muziek van vroeger en vandaag laat horen onder de slogan: "Ik luister Nederlandstalig", gevolgd door: "Wij zijn fier op Nederlandstalige muziek". Dat maakt de VBRO uniek in Vlaanderen. VBRO-zaakvoerder Frederik Thomas nam de prijs in ontvangst, een kunstwerk van Ann Vrielinck, overhandigd door de Brugse burgemeester Patrick Moenaert en de Vlaamse minister Geert Bourgeois.

## Uitzending en frequenties
De VBRO huisde sinds eind september 2006 in het aloude, beschermde monument Ter Beurze in Brugge aan het Oude Beursplein. De uitzendingen gebeurden via verschillende antennes, per frequentie. De radio was ook te beluisteren via de webstek van de omroep en digitaal via DAB+.
VBRO beheerde frequentievergunningen die maakten dat haar uitzendingen over zowat heel West-Vlaanderen en een deel van Oost-Vlaanderen konden beluisterd worden:
- 89.6: Brugge en Noord-West-Vlaanderen
- 104.5: Oostende en Middenkust
- 105.0: Aalter
- 105.3: Kortrijk
- 105.7: Oostkamp
- 106.2: Deinze
- 106.7: Roeselare
- 107.2: Nieuwpoort
- 107.3: Diksmuide-Westhoek
- 107.5: Poperinge en Hoppeland
- 107.9: Torhout en Midden-West-Vlaanderen
- 107.9: Meetjesland

## Op bezoek bij VBRO
Er werden wekelijks Vlaamse en Nederlandse zangers door de radio ontvangen en geïnterviewd in het middagprogramma De Radioclub. 
VBRO had voortaan een eigen radiowinkel in haar omroepcentrum in de Vlamingstraat. Typische cd-albums en singles, boeken en radio-artikelen waren er verkrijgbaar.
Presentatoren bij VBRO waren Frederik Thomas, Rudy Meyns, Tom Maeckelbergh, Mathieu De Blauwe, Eddy Govert, Steven Dujardin, Louis Flion en Jonas Van Hastel. Geert Naessens was sinds 1995 de vaste radioweerman. Medewerkers van de nieuws- en sportredactie waren onder meer Stefaan Reuse en Filip Ghys. Daarnaast telde de omroep ook nog talrijke losse medewerkers.

## Uitbreiding 2018
In 2017 dong VBRO mee bij het herzien van de Vlaamse radiofrequenties door de Vlaamse regering. VBRO stelde zich kandidaat voor de erkenning in de categorie voor Vlaamse muziek en kreeg deze ook. Sinds januari 2018 was het radiostation daardoor op een groot aantal frequenties in heel Vlaanderen te beluisteren en kreeg praktisch de status van landelijke radio. 
De frequenties die al vroeger aan VBRO toebehoorden waren, de hierboven vermelde, alsookː
- Regio Oostende / Middenkust: 103.6 FM.
- Regio Diksmuide / Westhoek / Westkust:  88.9 FM.
- Regio Regio Brugge / Noord-West-Vlaanderen: 89.6 FM
- Regio Kortrijk: 104.9 FM
- Regio Antwerpen: 100.2 FM

Kwamen daar nog bij:
- Regio Gent / Oost-Vlaanderen: 96.3 FM
- Regio Aalst: 90.0 FM
- Regio Sint-Niklaas: 106.4 FM
- Regio Mechelen: 99.0 FM
- Regio Brussel: 105.0 FM
- Regio Turnhout: 103.9 FM
- Regio Meerhout: 106.7 FM
- Regio Genk: 104.3 FM
- Regio Hasselt: 103.8 FM
- Regio Leuven: 105.3 FM

## OpnieuwBrugseradio
VBRO ondervond dat te hoge kosten en sommige peperdure contracten met FM- en DAB+-providers het moeilijk maakten de vergunning voor talrijke frequenties in stand te houden. Op 12 april 2020 werd het recent georganiseerde netwerk afgescheiden van de oorspronkelijke VBRO en onder de naam BNL Radio BV (verwijzend naar Belgisch en Nederlandstalig), overgenomen door Hugo Foets, concertorganisator en event manager uit de Kempen.
VBRO behoorde niet tot het overgenomen netwerk en bleef eigendom van Frederik Thomas. De originele VBRO bleef op het regionale niveau uitzenden, met het vooruitzicht zijn veertigjarig bestaan te vieren. In oktober 2020 werd een nieuwe website gelanceerd. Meteen werd een app in werking gesteld waarmee mobiel kon geluisterd worden via de smartphone en waarmee showbizznieuws en de playlist kunnen geraadpleegd worden. 